# Селяновка
Селяновка (укр. Селянівка) — село,
Царичанский поселковый совет,
Царичанский район,
Днепропетровская область,
Украина.
Код КОАТУУ — 1225655106. Население по переписи 2001 года составляло 242 человека .

## Географическое положение
Село Селяновка находится на расстоянии в 0,5 км от села Тарасовка и в 1,5 км от села Ляшковка.
Рядом проходит автомобильная дорога Т-0441.